# Villa Le Lac

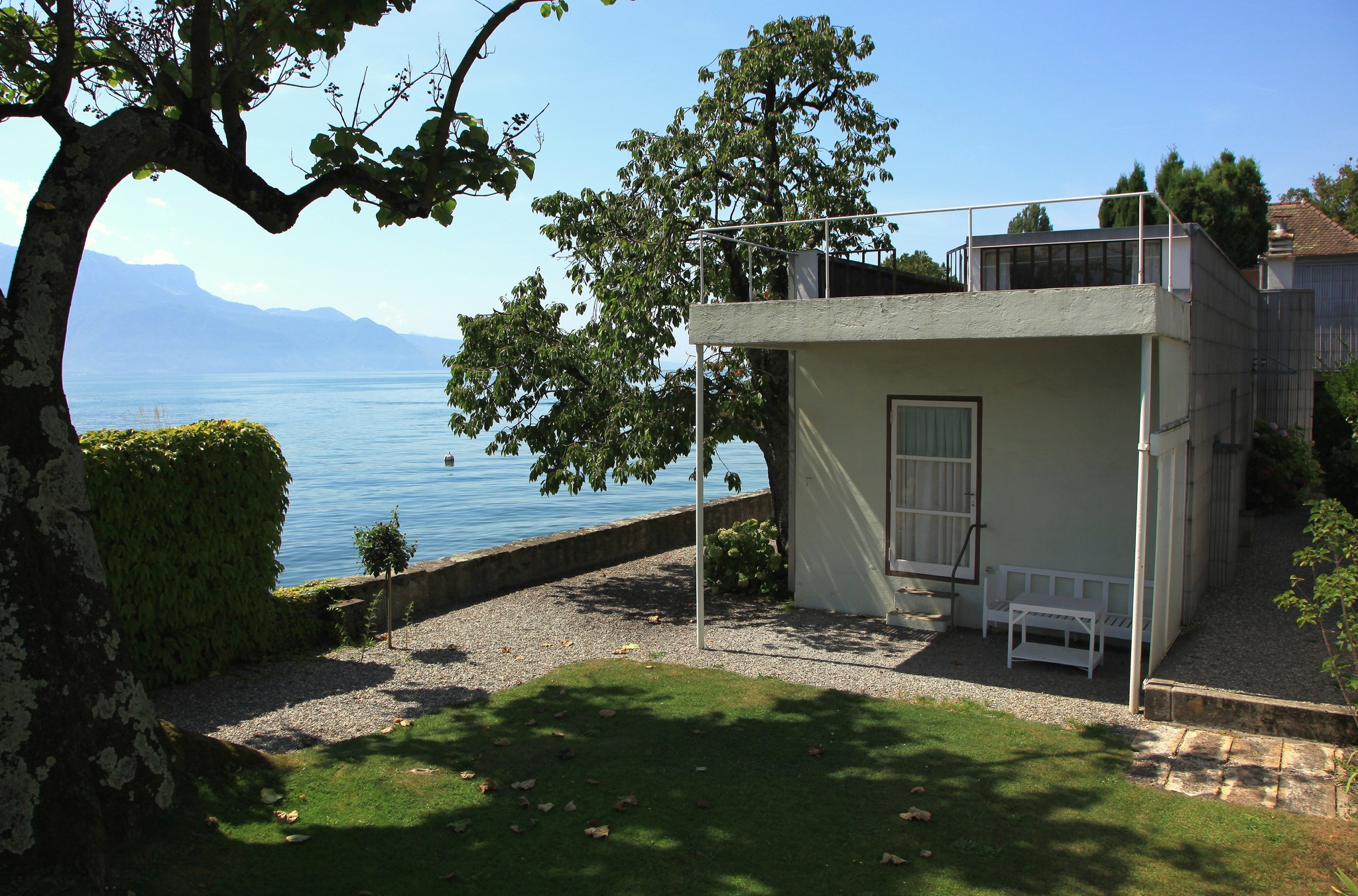
Villa Le Lac

Die Villa Le Lac an der Route de Lavaux in Corseaux in der Schweiz ist ein in den Jahren 1923–1924 von Le Corbusier und Pierre Jeanneret erbautes Haus.
„Ein kleines Haus“ (franz. Une petite maison), nannte der Architekt Le Corbusier das zweite Haus, das er für seine Eltern im Dorf Corseaux am Nordufer des Genfersees baute.

## Geschichte
Das kleine Haus wurde in den Jahren 1923 bis 1924 nach den Plänen von Le Corbusier und Pierre Jeanneret für die Eltern von Le Corbusier gebaut. Sein Vater Georges-Édouard Jeanneret (1855–1926) lebte noch ein Jahr in diesem Haus. Die Mutter Marie-Charlotte-Amélie Jeanneret hat das Haus bis ins Alter von 101 Jahren bewohnt. Nach ihrem Tod wurde das Haus von seinem Bruder, dem Musiker Albert Jeanneret, von 1960 bis 1973 bewohnt. Heute gehört das unter Denkmalschutz gestellte Haus der Fondation Le Corbusier.

## Idee und Planung
Die allgemein verbreitete Idee, dass Le Corbusier den Plan des Hauses bereits gezeichnet hatte, bevor der Bauplatz gekauft wurde, ist nicht belegt. Die Disposition sah vor, dass das eingeschossige Haus nach Süden zum See orientiert ist. Aufgrund der sparsamen Raumdisposition bezeichnete Le Corbusier das sechzehn Meter lange und nur vier Meter breite Haus als „Wohnmaschine“. Le Corbusier verwandte diesen Begriff für den von ihm angestrebten neuen Wohnhaustyp, einem kubischen Bau, dessen Innenräume ineinander übergehen. Die Anordnung der Räume folgt dem Ablauf der einzelnen Tätigkeiten bei jeweiliger Annahme eines Minimums an Grundfläche für diese Funktion. Die Grundfläche des geplanten Hauses errechnet sich mit allen Nebenräumen mit 60 Quadratmeter. Das Haus ist mit einem Flachdach als Terrasse mit Dachgarten konzipiert und über die auf der Nordseite gelegene Aussentreppe zugänglich. Die aufgehende Sonne wird im Gästezimmer von einem nach Osten ausgerichteten, schrägen Oberlicht eingefangen. Die Dachterrasse ist mit einem Geländer gleich der Konstruktion einer Schiffreling und der Dachgarten durch eine niedrigere Betonmauer eingefasst. Die Höhe des Hauses beträgt 2,50 Meter.

## Bauplatz
Mit diesem Plan ging Le Corbusier auf die Suche nach einem geeigneten Bauplatz. Die Wahl fiel auf einen 300 Quadratmeter grossen Bauplatz in dem Dorf Corseaux vier Meter vom Nordufer des Genfer Sees entfernt mit einem unverbaubaren Ausblick auf den See. Die Nordseite des Grundstückes wurde beim Kauf des Grundstückes über eine alte römische Strasse „Schäferweg“ erschlossen, die dann 1930 einige Jahre nach Erstellung des Gebäudes zur Hauptverkehrsstrasse „Simplonstrasse“ ausgebaut wurde (heute "Route de Lavaux"). In dem nahe liegenden Bahnhof des Ortes hielten die Züge von u. nach Mailand, Zürich, Marseille und Paris.
Das schmale Grundstück mit einer geringen Tiefe erlaubte die Disposition des 16 Meter langen und 4 Meter breiten Gebäudes mit seiner Längsseite nach Süden. „Der Plan passt auf das Gelände wie ein Handschuh.“

## Distribution des Hauses und des Gartens

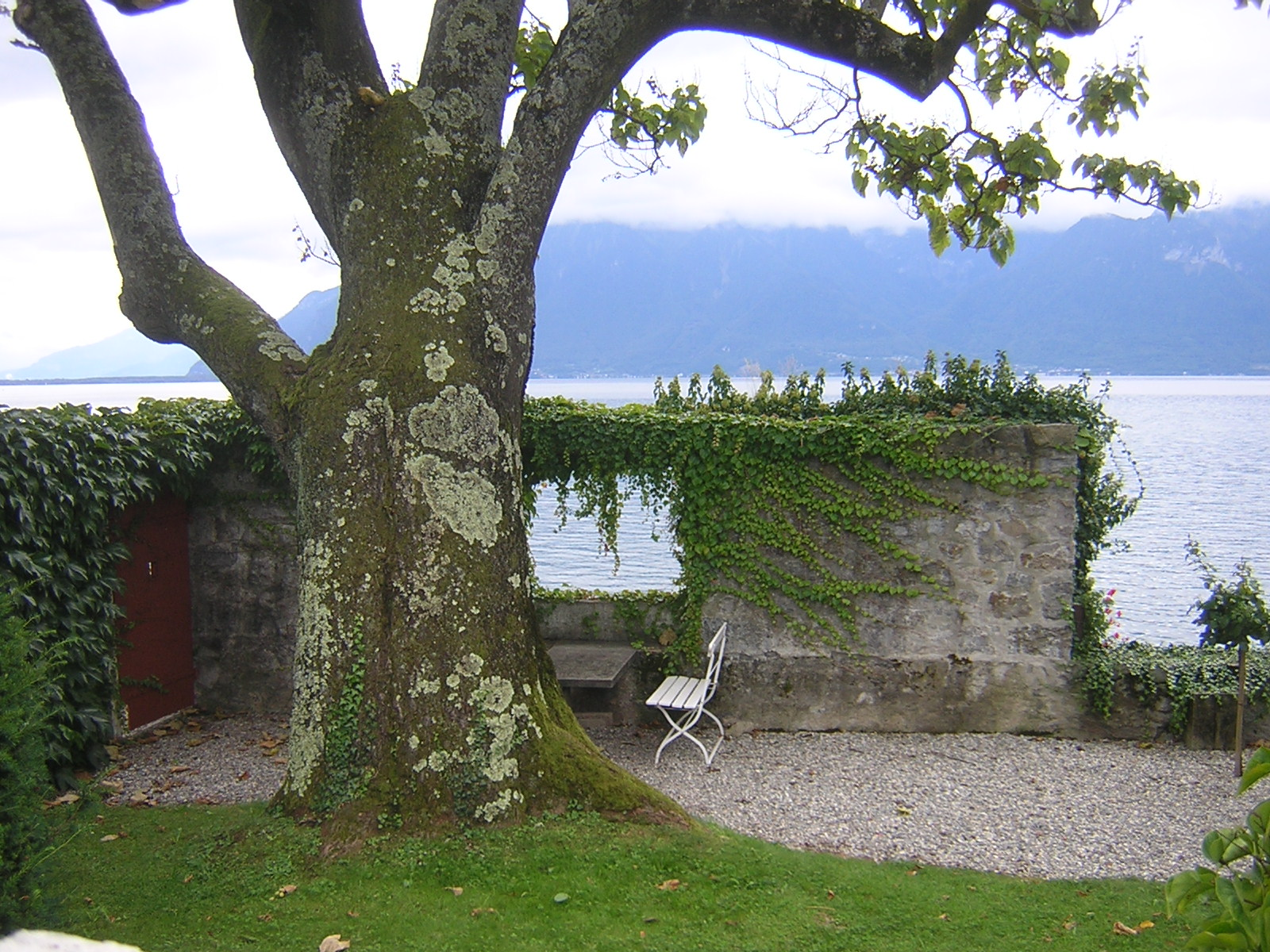
Blick vom Gartenhof des "Petite Maison" (Le Corbusier) auf den Genfersee

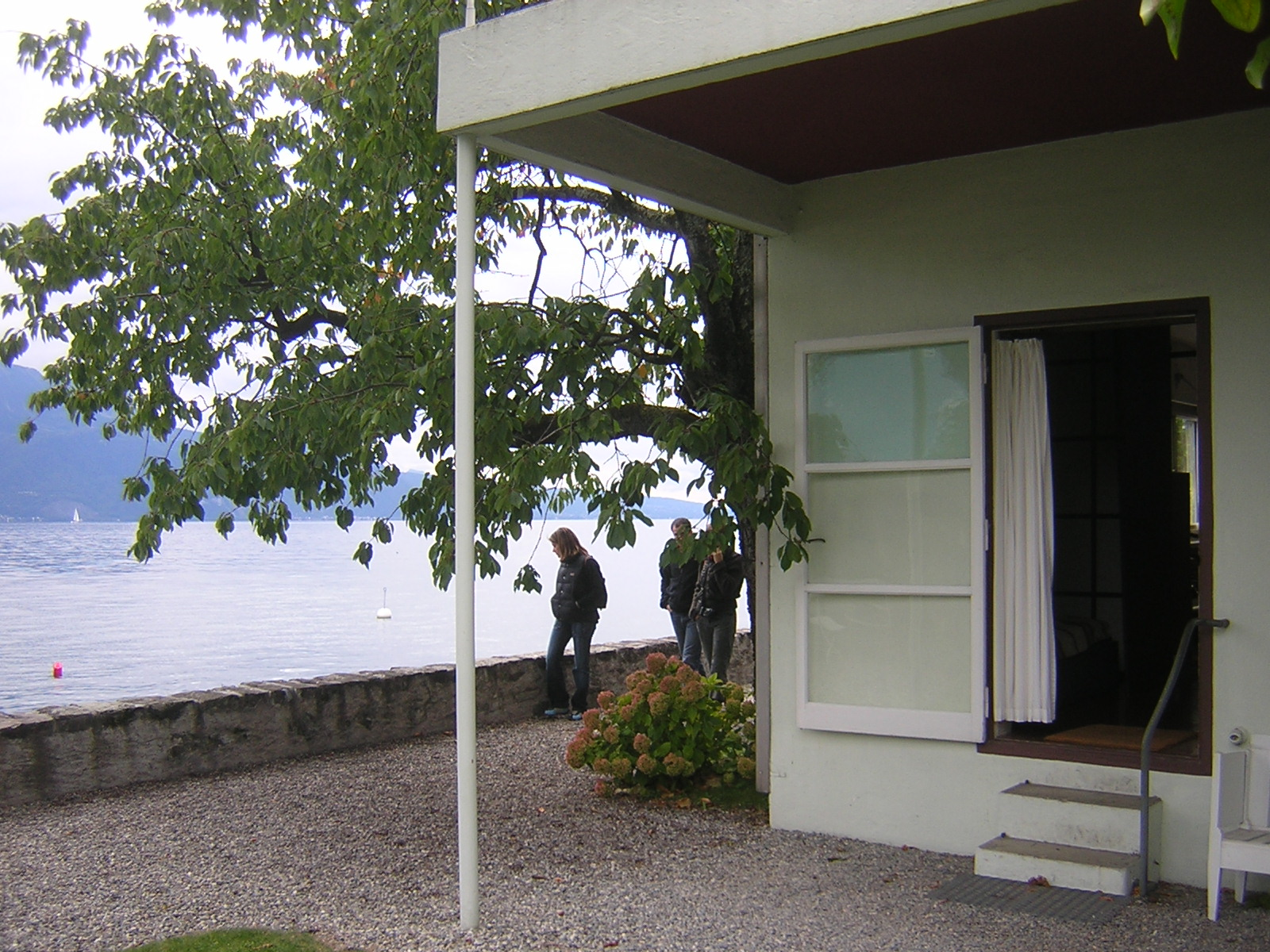
"Petite Maison" (Le Corbusier) Ostseite mit Terrasse des Gästezimmers mit Blick auf den Genfersee

Von Anfang an war geplant, das Grundstück auf der Grenze mit einer zwei Meter hohen Umfassungswand zu umgeben, die nur im Bereich der nach Süden gelegenen Hausseite auf Terrainhöhe abgesenkt ist. „…die Ost-, Nord- und Südmauern umschliessen den kleinen Garten wie einen Klosterhof ab und gestalten ihn zu einem grünen Saal“ Le Corbusier begründet diese Gartenumfassung
mit „Zweck der hier sichtbaren Mauer ist es die Aussicht im Norden, Osten und teilweise im Süden und Westen abzusperren; die allgegenwärtige und übermächtige Landschaft auf allen Seiten wirkt ermüdend“. Die Südliche Gartenmauer erhielt einen viereckigen Ausschnitt der den Blick zum See vom Gartenplatz freigibt. Der Hof an der Nord-Westecke von der Gartenmauer entlang der Strasse zum eingeschossigen Gebäude ist durch einen kleinen Abstellraum im Obergeschoss überdeckt in dem  das Mobiliar der Dachterrasse untergestellt wird Die westliche Grenzmauer und Abschlusswand von Aussentreppe und Hof ist zweigeschossig gleich der Höhe der zuvor beschriebenen Dachkammer.
Die zuvor geplante Grundrisskonzeption  des Hauses wurde auch beim Bau umgesetzt. Diese sah vor, dass im Ostteil ein kleines Wohnzimmer für Gäste mit zwei übereinanderliegenden Betten und einem auf der Ostseite Vorgelagerten mit einer Plafond auf zwei Stahlstützen überdachten Terrasse und im Westteil der Hauseingang, die Garderobe(mit Öl-Heizkessel) die Küche, die Waschküche (mit Kellertreppe), der Ausgang zum Hof und ein Raum zum Trocknen und Aufbewahren der Wäsche disponiert ist. Der dazwischen liegende Hausteil, mit einem 11 Meter langen zum See hin orientierten Fensterband, beinhaltet von Osten nach Westen den Wohnraum, das Schlafzimmer und das Bad sowie auf der Nordseite eine kleine Eingangsdiele.

## Materialien
Die Gebäude und Gartenmauern sind aus Hohlsteinen aus Zement und Sand gemauert und  beidseitig weiss verputzt. Die Streifen- u. Einzelfundamente  bestehen aus Beton, Die Kellerwände, die Bodenplatte, die Flachdecken, sowie das schräge Oberlicht sind aus Stahlbeton erstellt. Die Stützen der Vordächer sind aus Metallrohren von 6 Zentimeter Durchmesser. Für den Dachgarten ist die Flachdecke mit zwanzig bis dreissig Zentimeter  Erde aufgefüllt  und bepflanzt.

## Archimedes hat uns gelehrt
Das eingeschossige Haus ist nur im nördlichen Teil unterkellert, was in der Folge durch den steigenden und fallenden Wasserstand des Sees zu Rissen in der Aussenwand und den Betonplatten vom Boden- und Dach führte. „Mit Wonne bemerken wir, dass der kleine Keller am westlichen  Ende des Hauses – ein wasserdichter Keller –, zum schwimmenden Schiff wird, wenn das Wasser hoch steht, so dass der „Schiffs-Keller“ den dem seligen Archimedes so teuren Auftrieb erhält“ Aufgrund dieses Planungsfehlers und der ungenügenden Fugenverbindung der Hohlsteine der Wände erhielt das Haus später eine vorgefertigte Aussenhaut aus galvanisiertem Eisenblech. „Dieser nützliche Panzer  ist ausserdem sehr hübsch….Das kleine Haus war (ohne es zu wollen) hoch modern geworden.“ Der Riss im Flachdach wurde mit einem schiebenden Fugenblech aus Kupfer verkleidet.

## Plankonvolut „Une petit maison“
Die Zeichnungen zum Haus aus dem Jahre 1945 hat Le Corbusier zum fünfundzwanzigsten Jubiläum des Hauses um einige von ihm selbst gefertigten Zeichnungen ergänzt. „...machte ich mir ein paar Stunden der Muße das Vergnügen, einige Zeichnungen davon anzufertigen. Die letzte Zeichnung vom September 1951 wurde zum einundneunzigsten Geburtstag meiner Mutter gemacht“.

## Zitat LC: Zur Kritik an seinem Hausentwurf
«Im Jahre 1924, als das kleine Haus fertig war, versammelte sich der Gemeinderat einer Nachbargemeinde, um festzustellen, daß eine derartige Architektur eine « Verschandelung » der Natur darstelle. Aus Angst, sie möchte trotzdem Schule machen (wer weiß), verbot er jede Nachahmung für alle Zeiten»

## Aufnahme in die Liste der UNESCO-Welterbestätten
Im Dezember 2004 wurden vier auf dem Gebiet der Schweiz gelegene Bauten von Le Corbusier in die Tentativliste der UNESCO eingetragen: neben der Villa Le Lac die Villa Jeanneret-Perret (Maison blanche) und die Villa Schwob (Villa Turque) in La Chaux-de-Fonds sowie das Immeuble Clarté in Genf. Dies ist generell Voraussetzung, um zu einem späteren Zeitpunkt die Anerkennung als Welterbestätte zu beantragen.
Frankreich hatte, zusammen mit Deutschland, Argentinien, Belgien, Japan, Indien und der Schweiz vorgeschlagen, das architektonische und stadtplanerische Werk von Le Corbusier 2009 ins UNESCO-Welterbe aufzunehmen. Das Œuvre umfasste ursprünglich 23 Bauten, darunter auch die vier genannten aus der Schweiz. Das Dossier zur Kandidatur wurde am 30. Januar 2008 von der französischen Kulturministerin Christine Albanel im Beisein von UNESCO-Delegierten und Repräsentanten der Fondation Le Corbusier unterzeichnet. Trotz späterer Reduzierung auf 19 Objekte und Überarbeitung des Antrags wurde dieser im Juni 2011 vom Welterbekomitee abgelehnt. Ein dritter, erneut überarbeiteter Entwurf mit 17 Objekten aus 7 Ländern, darunter auch die Villa Le Lac, wurde Mitte Juli 2016 unter dem Titel «Das architektonische Werk von Le Corbusier, ein außergewöhnlicher Beitrag zur Bewegung der Moderne» (französisch L’œuvre architecturale de Le Corbusier, une contribution exceptionnelle au Mouvement Moderne) von der UNESCO als Welterbe anerkannt.